# Nordische Skispiele der OPA 2019
Die Nordischen Skispiele der OPA 2019 (auch OPA Games 2019) fanden vom 8. bis zum 10. Februar 2019 im schweizerischen Kandersteg sowie am 2. und 3. März 2019 in Le Brassus statt. Es wurden Wettkämpfe in den Ski-Nordisch-Sportarten abgehalten, wobei der Skilanglauf in Le Brassus durchgeführt wurde, während die Wettbewerbe im Skispringen und der Nordischen Kombination in Kandersteg veranstaltet wurden. Die Sprungwettbewerbe wurden von der Blümlisalp-Schanze (K 67 / HS 74) abgehalten. Die erfolgreichste Nation war Deutschland. Die Jahrgänge 2002 und 2003 traten in Jugendwettkämpfen an, wohingegen Athletinnen und Athleten aus den jüngeren Jahrgängen in Schülerwettbewerben miteinander konkurrierten.

## Programm und Zeitplan
Das Programm für das Skispringen und in der Nordische Kombination war auf fünf Tage und für den Skilanglauf auf zwei Tage aufgeteilt.
| Skispringen und Nordische Kombination in Kandersteg |                  |                       |                             |                        |                                                       |
| Tag                                                 | Datum            | Zeit                  | Disziplin                   | Geschlecht             | Bewerb                                                |
| Mittwoch                                            | 6. Februar 2019  | ab 09:00 Uhr          | Freies Training             |                        | Skisprung & Langlauf                                  |
| Donnerstag                                          | 7. Februar 2019  | ab 09:00 Uhr          | Freies Training             |                        | Skisprung & Langlauf                                  |
| Donnerstag                                          | 7. Februar 2019  | ab 19:00 Uhr          | Eröffnungsfeier             |                        | Schulhausplatz Kandersteg                             |
| Freitag                                             | 8. Februar 2019  | 09:15 Uhr             | Skispringen                 | Damen Kinder & Jugend  | Einzel Mittlere Schanze Skisprung & Nord. Kombination |
| Freitag                                             | 8. Februar 2019  | 14:45 Uhr             | Skispringen                 | Herren Kinder & Jugend | Einzel Nordische Kombination Mittlere Schanze         |
| Freitag                                             | 8. Februar 2019  | 17:45 Uhr             | Skispringen                 | Herren Kinder & Jugend | Einzel Mittlere Schanze                               |
| Samstag                                             | 9. Februar 2019  | 09:30 Uhr             | Skilanglauf                 | Damen Kinder           | 2 km Nordische Kombination                            |
| Samstag                                             | 9. Februar 2019  | 10:00 Uhr             | Skilanglauf                 | Damen Jugend           | 4 km Nordische Kombination                            |
| Samstag                                             | 9. Februar 2019  | 10:30 Uhr             | Skilanglauf                 | Herren Kinder          | 4 km Nordische Kombination                            |
| Samstag                                             | 9. Februar 2019  | 11:00 Uhr             | Skilanglauf                 | Herren Jugend          | 6 km Nordische Kombination                            |
| Samstag                                             | 9. Februar 2019  | 13:30 Uhr             | Skispringen                 | Herren                 | Team Mittlere Schanze                                 |
| Samstag                                             | 9. Februar 2019  | 16:30 Uhr             | Skispringen                 | Damen                  | Team Mittlere Schanze                                 |
| Samstag                                             | 9. Februar 2019  | ab 18:00 Uhr          | Siegerehrungen / Ski-Chilbi |                        | Gemeindesaal Kandersteg                               |
| Sonntag                                             | 10. Februar 2019 | 08:30 Uhr             | Skispringen                 | Damen und Herren       | Team Mittlere Schanze Nordische Kombination           |
| Sonntag                                             | 10. Februar 2019 | 12:30 Uhr             | Skilanglauf                 | Damen                  | Team 3 × 2 km                                         |
| Sonntag                                             | 10. Februar 2019 | 13:15 Uhr             | Skilanglauf                 | Herren                 | Team 4 × 4 km abgesagt                                |
| Sonntag                                             | 10. Februar 2019 | anschl.               | Siegerehrungen              |                        | Nordic Arena                                          |
| Skilanglauf in Le Brassus                           |                  |                       |                             |                        |                                                       |
| Samstag                                             | 2. März 2019     | 13:10 Uhr – 14:25 Uhr | Offizielles Training        |                        | Nordische Skispiele der OPA                           |
| Samstag                                             | 2. März 2019     | 14:30 Uhr             | Skilanglauf                 | Schülerinnen U16       | 5 km Freistil                                         |
| Samstag                                             | 2. März 2019     | 15:00 Uhr             | Skilanglauf                 | Juniorinnen U18        | 7,5 km Freistil                                       |
| Samstag                                             | 2. März 2019     | 15:30 Uhr             | Skilanglauf                 | Schüler U16            | 7,5 km Freistil                                       |
| Samstag                                             | 2. März 2019     | 16:00 Uhr             | Skilanglauf                 | Junioren U18           | 10 km Freistil                                        |
| Samstag                                             | 2. März 2019     | 17:30 Uhr             | Siegerehrungen              |                        | Stadion                                               |
| Sonntag                                             | 3. März 2019     | 12:30 Uhr             | Skilanglauf                 | Schüler                | Mixed 4 × 3,3 km klassisch                            |
| Sonntag                                             | 3. März 2019     | 13:30 Uhr             | Skilanglauf                 | Junioren               | Mixed 2 × 3,3 km + 2 × 5 km klassisch                 |
| Sonntag                                             | 3. März 2019     | 14:30 Uhr             | Siegerehrungen              |                        | Stadion                                               |

## Medaillenspiegel
| Platz | Land        | Gold | Silber | Bronze | Gesamt |
| ----- | ----------- | ---- | ------ | ------ | ------ |
| 1.    | Deutschland | 6    | 5      | 4      | 15     |
| 2.    | Österreich  | 6    | 2      | 3      | 11     |
| 3.    | Slowenien   | 2    | 3      | 3      | 08     |
| 4.    | Frankreich  | 2    | 3      | 1      | 06     |
| 5.    | Schweiz     | 1    | 1      | 4      | 06     |
| 6.    | Italien     | 0    | 2      | 1      | 03     |
| 7.    | Tschechien  | 0    | 1      | 1      | 02     |

## Skilanglauf Frauen

### Schülerinnen U16 (5km)
Datum: 2. März 2019

Wetter: wolkig, Lufttemperatur Beginn: 8 °C, Lufttemperatur Ende: 10 °C, Schneetemperatur Beginn: 2 °C, Schneetemperatur Ende: 2 °C, Schnee: nass, Startzeit: 14:30 Uhr, Endzeit: 15:04 Uhr, Strecke: 5 km = 2 × 2,5 km
| Platz | Sportlerin            | Land | Zeit        |
| ----- | --------------------- | ---- | ----------- |
| 0     | Siri Wigger           | SUI  | 15:39,1 min |
| 0     | Alina Celina Rippin   | GER  | 16:01,5 min |
| 0     | Marina Kaelin         | SUI  | 16:19,8 min |
| 04.   | France Pignot         | FRA  | 16:24,3 min |
| 05.   | Iris De Martin Pinter | ITA  | 16:48,0 min |
| 06.   | Nadine Laurent        | ITA  | 16:51,4 min |
| 07.   | Anna Maria Schrempf   | AUT  | 17:00,2 min |
| 08.   | Lou Renee Huth        | GER  | 17:09,6 min |
| 09.   | Noelie Brandt         | SUI  | 17:24,5 min |
| 10.   | Coline Schweitzer     | FRA  | 17:25,1 min |
| 11.   | Marthe Charvolin      | FRA  | 17:35,3 min |
| 12.   | Lucija Medja          | SLO  | 17:36,4 min |
| 13.   | Amelie Gilet          | FRA  | 17:40,4 min |
| 14.   | Marlene Sophie Perren | SUI  | 17:48,2 min |
| 15.   | ANA Smole             | SLO  | 17:57,3 min |
| 16.   | Anna-Maria Logonder   | AUT  | 17:58,6 min |
| 17.   | Alexandra Otto        | GER  | 18:01,8 min |

| Platz | Sportlerin             | Land | Zeit        |
| ----- | ---------------------- | ---- | ----------- |
| 18.   | Elisa Gallo            | ITA  | 18:02,0 min |
| 19.   | Kaja Marič             | SLO  | 18:06,6 min |
| 20.   | Fabienne Schlegelmilch | GER  | 18:14,2 min |
| 21.   | Annika Koch            | GER  | 18:15,6 min |
| 22.   | Fabienne Alder         | SUI  | 18:17,0 min |
| 23.   | Miriam Reisnecker      | GER  | 18:18,0 min |
| 24.   | Lena Buri              | SUI  | 18:18,4 min |
| 25.   | Lucia Isonni           | ITA  | 18:27,4 min |
| 26.   | Tia Janezic            | SLO  | 18:33,7 min |
| 27.   | Anna Franziska Einhaus | AUT  | 19:04,4 min |
| 28.   | Claustre Montaner      | ESP  | 19:10,8 min |
| 29.   | Nika Ljubic            | SLO  | 19:15,1 min |
| 30.   | Katharina Pertl        | AUT  | 19:33,4 min |
| 31.   | Berenize Lavin         | ESP  | 20:18,0 min |
| 32.   | Gwenaelle Taghon       | BEL  | 20:42,5 min |
| 33.   | Manon Gabriel          | BEL  | 22:41,2 min |

### Juniorinnen U18 (7,5km)
Datum: 2. März 2019

Wetter: wolkig, Lufttemperatur Beginn: 8 °C, Lufttemperatur Ende: 7 °C, Schneetemperatur Beginn: 2 °C, Schneetemperatur Ende: 1 °C, Schnee: nass, Startzeit: 15:00 Uhr, Endzeit: 15:46 Uhr, Strecke: 7,5 km = 2 × 3,75 km
| Platz | Sportlerin          | Land | Zeit        |
| ----- | ------------------- | ---- | ----------- |
| 0     | Helen Hoffmann      | GER  | 23:42,9 min |
| 0     | Anja Weber          | SUI  | 24:07,5 min |
| 0     | Maëlle Veyre        | FRA  | 24:28,4 min |
| 04.   | Witta-Luisa Walcher | AUT  | 24:37,6 min |
| 05.   | Nadja Kaelin        | SUI  | 24:45,1 min |
| 06.   | Julie Pierrel       | FRA  | 24:55,7 min |
| 07.   | Lara Dellit         | GER  | 25:03,0 min |
| 08.   | Linda Schumacher    | GER  | 25:14,7 min |
| 09.   | Verena Veit         | GER  | 25:21,7 min |
| 10.   | Tania Kurek         | FRA  | 25:24,8 min |
| 11.   | Sara Jazbec         | SLO  | 25:42,3 min |
|       | Sophie Lechner      | GER  | 25:42,3 min |
| 13.   | Francesca Cola      | ITA  | 25:59,2 min |
| 14.   | Magdalena Scherz    | AUT  | 26:07,0 min |
| 15.   | Jolanta Byrtus      | CZE  | 26:08,8 min |
| 16.   | Anna Rossi          | ITA  | 26:20,4 min |
| 17.   | Sara Hutter         | ITA  | 26:21,5 min |
| 18.   | Bianca Buholzer     | SUI  | 26:47,8 min |
| 19.   | Silvia Campione     | ITA  | 26:48,9 min |
| 20.   | Helena Guntern      | SUI  | 26:49,5 min |

| Platz | Sportlerin               | Land | Zeit        |
| ----- | ------------------------ | ---- | ----------- |
| 21.   | Marie Rysulova           | CZE  | 26:52,0 min |
| 22.   | Katerina Tůmová          | CZE  | 27:00,6 min |
| 23.   | Flavia Lindegger         | SUI  | 27:04,9 min |
| 24.   | Henriette Schmidt        | GER  | 27:06,1 min |
| 25.   | Lola Wuthrich            | SUI  | 27:08,1 min |
| 26.   | Klara Mali               | SLO  | 27:09,6 min |
| 27.   | Maria Iglesias           | ESP  | 27:15,2 min |
| 28.   | Paulina Erler            | AUT  | 27:22,5 min |
| 29.   | Celine Meisser           | SUI  | 27:46,9 min |
| 30.   | Kateřina Svobodová       | CZE  | 27:47,6 min |
| 31.   | Malia Elmer              | SUI  | 27:58,2 min |
| 32.   | Selina Bebi              | SUI  | 28:02,0 min |
| 33.   | Sophie Adrigan           | AUT  | 28:34,2 min |
| 34.   | Julia Hauser             | SUI  | 28:41,0 min |
| 35.   | Hana Mazi Jamnik         | SLO  | 29:10,3 min |
| 36.   | Irati Cuadrado           | ESP  | 29:53,5 min |
| 37.   | Fabienne von Weissenfluh | SUI  | 31:29,9 min |
| 38.   | Marta Moreno Ramos       | ESP  | 31:39,6 min |
| 39.   | Elizabeth Ireland        | GBR  | 35:01,3 min |

## Skilanglauf Männer

### Schüler U16 (7,5km)
Datum: 2. März 2019

Wetter: wolkig, Lufttemperatur Beginn: 8 °C, Lufttemperatur Ende: 7 °C, Schneetemperatur Beginn: 2 °C, Schneetemperatur Ende: 1 °C, Schnee: nass, Startzeit: 15:30 Uhr, Endzeit: 16:11 Uhr, Strecke: 7,5 km = 2 × 3,75 km
| Platz | Sportlerin          | Land | Zeit        |
| ----- | ------------------- | ---- | ----------- |
| 0     | Elias Keck          | GER  | 21:32,2 min |
| 0     | Simon Jung          | GER  | 21:45,7 min |
| 0     | Niclas Steiger      | SUI  | 22:00,1 min |
| 04.   | Ilan Pittier        | SUI  | 22:01,7 min |
| 05.   | Yannick Zellweger   | SUI  | 22:15,2 min |
| 06.   | Edoardo Buzzi       | ITA  | 22:17,6 min |
| 07.   | Robin Fischer       | GER  | 22:23,3 min |
| 08.   | Pierrick Cottier    | SUI  | 22:30,6 min |
| 09.   | Samuel Neuhaus      | SUI  | 22:44,9 min |
| 10.   | Mathis Bernaudon    | FRA  | 22:48,3 min |
| 11.   | Davide Ghio         | ITA  | 23:02,4 min |
| 12.   | Ivan Essonnier      | FRA  | 23:09,3 min |
| 13.   | Mathurin Vauthier   | FRA  | 23:13,3 min |
| 14.   | Neil Allemand       | FRA  | 23:18,7 min |
| 15.   | Petzold, Luca       | GER  | 23:28,7 min |
| 16.   | Felix Schlegelmilch | GER  | 23:52,2 min |

| Platz | Sportlerin          | Land | Zeit        |
| ----- | ------------------- | ---- | ----------- |
| 17.   | Philipp Fellner     | AUT  | 23:55,4 min |
| 18.   | Matteo Lewe         | GER  | 24:00,9 min |
| 19.   | Kevin Berney        | SUI  | 24:02,4 min |
| 20.   | Jan Fässler         | SUI  | 24:07,5 min |
| 21.   | HAUSER Silvan       | SUI  | 24:11,4 min |
| 22.   | Elie Ballay         | SUI  | 24:12,3 min |
| 23.   | Bernat Sellés Gasch | ESP  | 24:38,5 min |
| 24.   | Martino Carollo     | ITA  | 24:39,9 min |
| 25.   | Pecek Andor         | SLO  | 24:54,1 min |
| 26.   | Ožbe Mulej          | SLO  | 25:11,0 min |
| 27.   | Nejc Štern          | SLO  | 25:18,9 min |
| 28.   | Christian Steiner   | AUT  | 25:23,6 min |
| 29.   | Simon Schmölz       | AUT  | 25:24,8 min |
| 30.   | Martin Mocnik       | SLO  | 26:12,9 min |
| 31.   | Eric Bucher         | AUT  | 26:44,2 min |
| 32.   | Nils Tosas          | ESP  | 27:36,9 min |

### Junioren U18 (10km)
Datum: 2. März 2019
| Platz | Sportlerin      | Land | Zeit        |
| ----- | --------------- | ---- | ----------- |
| 0     | Gaspard Rousset | FRA  | 27:21,9 min |
| 0     | Florian Perez   | FRA  | 27:52,2 min |
| 0     | Nicola Wigger   | SUI  | 28:14,1 min |
| 04.   | Mathis Desloges | FRA  | 28:18,6 min |
| 05.   | Philip Wieser   | AUT  | 28:19,4 min |

## Skilanglauf Mixed

### Team Schüler (4×3,3km)
Datum: 3. März 2019
| Platz | Sportlerinnen                                                    | Land   | Laufzeiten                                      | Gesamtzeit  |
| ----- | ---------------------------------------------------------------- | ------ | ----------------------------------------------- | ----------- |
| 0     | Fabienne Schlegelmilch Alexandra Otto Robin Fischer Luca Petzold | GER II | 10:25,1 min 11:02,3 min 09:50,1 min 09:30,9 min | 40:48,6 min |
| 0     | France Pignot Coline Schweitzer Ivan Essonier Mathurin Vauthier  | FRA I  | 10:51,4 min 10:53,1 min 09:18,9 min 09:50,3 min | 40:53,9 min |
| 0     | Lou Renee Huth Alina Celina Rippin Simon Jung Elias Keck         | GER I  | 11:20,3 min 10:29,4 min 09:23,7 min 09:41,6 min | 40:55,1 min |

### Team Junioren (2×3,3km + 2×5km)
Datum: 3. März 2019
| Platz | Sportlerinnen                                                       | Land   | Laufzeiten                                      | Gesamtzeit  |
| ----- | ------------------------------------------------------------------- | ------ | ----------------------------------------------- | ----------- |
| 0     | Tania Kurek Maya Even Mathis Desloges Julien Arnaud                 | FRA II | 10:15,2 min 10:48,4 min 14:09,5 min 14:06,9 min | 49:20,1 min |
| 0     | Maëlle Veyre Julie Pierrel Gaspard Rousset Florian Perez            | FRA I  | 10:29,2 min 11:07,8 min 13:30,1 min 14:25,8 min | 49:33,0 min |
| 0     | Verena Veit Linda Schumacher Korbinian Heiland Jan-Friedrich Doerks | GER II | 10:22,4 min 10:29,4 min 14:30,1 min 14:14,6 min | 49:36,7 min |

## Nordische Kombination Frauen

### Schülerinnen (Gundersen 2km)
Datum: 8. Februar 2019, Wetter  Skispringen: teilweise bewölkt, Schneetemperatur: −8 °C,  Lufttemperatur: −4 °C, Luftfeuchtigkeit in Prozent: 77, Wind in m/s: minimal: 0,0, maximal: 0,0, durchschnittlich: 0,0, Startzeit: 10:15 Uhr, Endzeit: 10:37 Uhr
Datum: 9. Februar 2019, Wetter  Skilanglauf: bedeckt, Schneetemperatur: −2 °C, Lufttemperatur: 2 °C, Luftfeuchtigkeit in Prozent: 68, Schneebedingungen: gerecht, Startzeit: 09:30 Uhr, Endzeit: 09:39 Uhr, Anzahl der Runden: 1
| Platz | Sportler              | Land | Sprungpunkte | Laufzeit         | Gesamtzeit  |
| ----- | --------------------- | ---- | ------------ | ---------------- | ----------- |
| 0     | Cindy Haasch          | GER  | 102,3 (3)    | 05:24,0 min (1)  | 05:55,0 min |
| 0     | Trine Göpfert         | GER  | 107,8 (2)    | 05:52,4 min (4)  | 6:06,4 min  |
| 0     | Nika Prevc            | SLO  | 112,6 (1)    | 06:19,7 min (12) | 6:19,7 min  |
| 04.   | Sigrun Kleinrath      | AUT  | 093,5 (5)    | 05:37,0 min (2)  | 6:34,0 min  |
| 05.   | Emely Torazza         | SUI  | 100,1 (4)    | 06:26,3 min (13) | 7:04,3 min  |
| 06.   | Laura Pletz           | AUT  | 078,4 (9)    | 05:45,0 min (3)  | 7:28,0 min  |
| 07.   | Camilla Henni Comazzi | ITA  | 077,4 (11)   | 05:53,7 min (5)  | 7:39,7 min  |
| 08.   | Tereza Koldovská      | CZE  | 077,9 (10)   | 06:02,2 min (9)  | 7:46,2 min  |

| Platz | Sportler           | Land | Sprungpunkte | Laufzeit         | Gesamtzeit |
| ----- | ------------------ | ---- | ------------ | ---------------- | ---------- |
| 09.   | Anne Häckel        | GER  | 074,5 (12)   | 05:53,7 min (5)  | 7:47,7 min |
| 10.   | Greta Pinzani      | ITA  | 079,1 (8)    | 06:16,0 min (11) | 7:57,0 min |
| 11.   | Noelia Vuerich     | ITA  | 081,8 (7)    | 06:43,6 min (14) | 8:15,6 min |
| 12.   | Jolana Hradilová   | CZE  | 064,1 (13)   | 05:55,0 min (7)  | 8:21,0 min |
| 13.   | Martina Zanitzer   | ITA  | 083,7 (6)    | 07:10,5 min (15) | 8:37,5 min |
| 14.   | Tinkara Gros       | SLO  | 054,1 (15)   | 06:00,9 min (8)  | 8:56,9 min |
| 15.   | Gabriela Puskasova | CZE  | 054,7 (14)   | 06:12,6 min (10) | 9:06,6 min |

### Juniorinnen (Gundersen 4km)
Datum: 8. Februar 2019, Wetter  Skispringen: teilweise bewölkt, Schneetemperatur: −8 °C,  Lufttemperatur: −3 °C, Luftfeuchtigkeit in Prozent: 78, Wind in m/s: minimal: 0,0, maximal: 0,0, durchschnittlich: 0,0, Startzeit: 10:40 Uhr, Endzeit: 11:38 Uhr
Datum: 9. Februar 2019, Wetter  Skilanglauf: bedeckt, Schneetemperatur: −2 °C, Lufttemperatur: 2 °C, Luftfeuchtigkeit in Prozent: 67, Schneebedingungen: gerecht, Startzeit: 10:00 Uhr, Endzeit: 10:15 Uhr, Anzahl der Runden: 2
| Platz | Sportler        | Land | Sprungpunkte | Laufzeit        | Gesamtzeit  |
| ----- | --------------- | ---- | ------------ | --------------- | ----------- |
| 0     | Lisa Hirner     | AUT  | 115,6 (1)    | 11:08,9 min (6) | 11:08,9 min |
| 0     | Daniela Dejori  | ITA  | 101,1 (7)    | 10:26,4 min (2) | 11:10,4 min |
| 0     | Annika Sieff    | ITA  | 109,1 (3)    | 10:52,9 min (3) | 11:12,9 min |
| 04.   | Jenny Nowak     | GER  | 110,7 (2)    | 11:14,5 min (7) | 11:29,5 min |
| 05.   | Emily Schneider | GER  | 102,3 (6)    | 10:53,4 min (4) | 11:33,4 min |
| 06.   | Maria Gerboth   | GER  | 103,6 (5)    | 11:03,6 min (5) | 11:39,6 min |
| 07.   | Emilia Görlich  | GER  | 081,5 (16)   | 10:15,9 min (1) | 11:57,9 min |
| 08.   | Annalena Slamik | AUT  | 100,6 (8)    | 11:21,5 min (8) | 12:06,5 min |
| 09.   | Anna Jäkle      | GER  | 099,5 (9)    | 11:33,0 min (9) | 12:21,0 min |

| Platz | Sportler            | Land | Sprungpunkte | Laufzeit         | Gesamtzeit  |
| ----- | ------------------- | ---- | ------------ | ---------------- | ----------- |
| 10.   | Ema Volavšek        | SLO  | 098,4 (10)   | 11:42,8 min (11) | 12:34,8 min |
| 11.   | Emma Tréand         | FRA  | 091,2 (12)   | 11:50,7 min (12) | 13:03,7 min |
| 12.   | Johanna Bassani     | AUT  | 103,7 (4)    | 12:28,5 min (13) | 13:04,5 min |
| 13.   | Emma Rougeron       | FRA  | 088,1 (13)   | 12:30,1 min (14) | 13:53,1 min |
| 14.   | Marit Weichselbraun | AUT  | 066,0 (17)   | 11:33,2 min (10) | 14:02,2 min |
| 15.   | Silva Verbič        | SLO  | 086,9 (15)   | 12:37,9 min (15) | 14:03,9 min |
| 16.   | Neza Kejzar         | SLO  | 094,5 (11)   | 14:15,9 min (17) | 15:18,9 min |
| 17.   | Špela Mastnak       | SLO  | 087,9 (11)   | 13:56,5 min (16) | 15:19,5 min |

### Team (3×2km)
Datum: 10. Februar 2019
| Platz | Sportler                                    | Land   | Sprungpunkte | Laufzeit    | Gesamtzeit  |
| ----- | ------------------------------------------- | ------ | ------------ | ----------- | ----------- |
| 0     | Cindy Haasch Anna Jäkle Emilia Görlich      | GER II | 296,7        | 16:42,0 min | 16:42,0 min |
| 0     | Emily Schneider Jenny Nowak Maria Gerboth   | GER I  | 288,8        | 17:08,2 min | +0:38,2 min |
| 0     | Annalena Slamik Johanna Bassani Lisa Hirner | AUT I  | 285,3        | 18:02,5 min | +1:37,5 min |

## Nordische Kombination Männer

### Schüler (Gundersen 4km)
Datum: 9. Februar 2019
| Platz | Sportler            | Land | Sprungpunkte | Laufzeit    | Gesamtzeit  |
| ----- | ------------------- | ---- | ------------ | ----------- | ----------- |
| 0     | Severin Reiter      | AUT  | 118,0        | 09:37,3 min | 09:56,3 min |
| 0     | Jiri Konvalinka     | CZE  | 124,3        | 10:16,0 min | +0:19,7 min |
| 0     | Paul Walcher        | AUT  | 104,7        | 09:17,9 min | +0:20,6 min |
| 04.   | Tristan Sommerfeldt | GER  | 106,4        | 09:24,2 min | +0:21,9 min |
| 05.   | Kilian Gütl         | AUT  | 107,1        | 09:39,2 min | +0:34,9 min |

### Junioren (Gundersen 6km)
Datum: 9. Februar 2019
| Platz | Sportler         | Land | Sprungpunkte | Laufzeit    | Gesamtzeit  |
| ----- | ---------------- | ---- | ------------ | ----------- | ----------- |
| 0     | Nicolas Pfandl   | AUT  | 117,5        | 13:37,3 min | 13:41,3 min |
| 0     | Iacopo Bortolas  | ITA  | 109,6        | 13:37,5 min | +0:32,2 min |
| 0     | Lukáš Kohlberger | CZE  | 109,5        | 13:48,5 min | +0:43,2 min |
| 04.   | Matić Hladnik    | SLO  | 116,8        | 14:21,4 min | +0:47,1 min |
| 05.   | Stefan Peer      | AUT  | 118,5        | 14:30,0 min | +0:48,7 min |

## Skispringen Frauen

### Schülerinnen
Datum: 8. Februar 2019
| Platz | Sportlerin       | Land | Weite 1 | Weite 2 | Punkte |
| ----- | ---------------- | ---- | ------- | ------- | ------ |
| 0     | Ana Jereb        | SLO  | 068,5 m | 069,5 m | 229,1  |
| 0     | Julia Mühlbacher | AUT  | 068,0 m | 065,5 m | 221,8  |
| 0     | Jerica Jesenko   | SLO  | 068,0 m | 066,5 m | 221,2  |
| 04.   | Nika Prevc       | SLO  | 068,5 m | 064,5 m | 217,1  |
| 05.   | Lia Böhme        | GER  | 066,5 m | 063,5 m | 207,9  |

### Juniorinnen
Datum: 8. Februar 2019

| Platz | Sportlerin              | Land | Weite 1 | Weite 2 | Punkte |
| ----- | ----------------------- | ---- | ------- | ------- | ------ |
| 0     | Lisa Hirner             | AUT  | 071,0 m | 068,5 m | 225,7  |
| 0     | Jerneja Repinc Zupančič | SLO  | 069,5 m | 066,0 m | 219,6  |
| 0     | Jenny Nowak             | GER  | 067,5 m | 066,5 m | 218,5  |
| 04.   | Giada Tomaselli         | ITA  | 068,0 m | 064,5 m | 213,4  |
| 05.   | Štěpánka Ptáčková       | CZE  | 067,0 m | 064,0 m | 212,8  |

### Team
Datum: 9. Februar 2019
| Platz | Sportler                                         | Land | Weite 1                 | Weite 2                 | Punkte |
| ----- | ------------------------------------------------ | ---- | ----------------------- | ----------------------- | ------ |
| 0     | Maria Gerboth Anna Jäkle Jenny Nowak             | GER  | 066,5 m 068,0 m 068,5 m | 066,0 m 069,5 m 066,0 m | 660,0  |
| 0     | Julia Mühlbacher Vanessa Moharitsch Lisa Hirner  | AUT  | 063,0 m 065,5 m 069,5 m | 061,0 m 069,5 m 067,5 m | 624,4  |
| 0     | Ana Jereb Jerica Jesenko Jerneja Repinc Zupančič | SLO  | 062,0 m 067,0 m 065,0 m | 065,5 m 065,0 m 067,0 m | 614,8  |

## Skispringen Männer

### Schüler
Datum: 8. Februar 2019
| Platz | Sportlerin        | Land | Weite 1 | Weite 2 | Punkte |
| ----- | ----------------- | ---- | ------- | ------- | ------ |
| 0     | Rok Masle         | SLO  | 072,5 m | 072,0 m | 250,7  |
| 0     | Nik Heberle       | SLO  | 068,5 m | 068,5 m | 231,7  |
| 0     | Neo Freiholz      | SUI  | 071,5 m | 066,0 m | 226,9  |
| 04.   | Louis Obersteiner | AUT  | 067,0 m | 066,0 m | 219,6  |
| 05.   | Jannik Morin      | AUT  | 066,5 m | 066,0 m | 217,4  |

### Junioren
Datum: 8. Februar 2019

| Platz | Sportlerin           | Land | Weite 1 | Weite 2 | Punkte |
| ----- | -------------------- | ---- | ------- | ------- | ------ |
| 0     | Marco Wörgötter      | AUT  | 074,5 m | 072,0 m | 258,5  |
| 0     | Finn Braun           | GER  | 073,0 m | 071,5 m | 250,2  |
| 0     | Maximilian Ortner    | AUT  | 073,5 m | 072,5 m | 249,3  |
| 04.   | Miha Lipovšek Ročnik | SLO  | 072,5 m | 071,0 m | 247,3  |
| 05.   | Noah Camenzind       | SUI  | 071,5 m | 070,5 m | 245,2  |

### Team
Datum: 9. Februar 2019
| Platz | Sportler                                                     | Land | Weite 1                         | Weite 2                         | Punkte |
| ----- | ------------------------------------------------------------ | ---- | ------------------------------- | ------------------------------- | ------ |
| 0     | Maximilian Ortner Michael Hofer Elias Medwed Marco Wörgötter | AUT  | 070,5 m 071,0 m 072,5 m 070,5 m | 073,0 m 072,0 m 073,5 m 071,5 m | 995,9  |
| 0     | Miha Lipovšek Ročnik Rok Masle Karlo Vodušek Mark Hafnar     | SLO  | 070,0 m 075,0 m 068,5 m 070,5 m | 070,5 m 068,5 m 070,0 m 071,0 m | 963,7  |
| 0     | Tim Hettich Eric Hoyer Finn Braun Luca Geyer                 | GER  | 067,0 m 069,0 m 068,5 m 069,0 m | 070,0 m 069,5 m 071,0 m 069,5 m | 936,0  |